# Gekko yakuensis
Gekko yakuensis là một loài thằn lằn trong họ Gekkonidae. Loài này được Matsui & Okada mô tả khoa học đầu tiên năm 1968.